# Ада аргентинський
А́да аргентинський (Knipolegus hudsoni) — вид горобцеподібних птахів родини тиранових (Tyrannidae). Мешкає в Південній Америці

## Поширення і екологія
Аргентинські ади гніздяться в Аргентині. Зимують на півночі, в північній Аргентині, Парагваї, Болівії і Бразилії. Вони живуть в сухих чагарникових заростях на висоті до 500 м над рівнем моря.